# Martigné-sur-Mayenne
Martigné-sur-Mayenne település Franciaországban, Mayenne megyében. Lakosainak száma 1884 fő (2022. január 1.). Martigné-sur-Mayenne Contest, Alexain, La Bazouge-des-Alleux, Châlons-du-Maine, Commer, Sacé és Saint-Germain-d’Anxure községekkel határos.

## Népesség
A település népességének változása:
| Lakosok száma | 1048 | 1189 | 1214 | 1507 | 1730 | 1798 | 1853 | 1914 | 1902 | 1884 |
|               | 1968 | 1982 | 1990 | 2006 | 2013 | 2015 | 2017 | 2019 | 2020 | 2022 |